# Paul à la maison
Paul à la maison est une bande dessinée de Michel Rabagliati, publiée en 2019 aux éditions La Pastèque. Il s'agit du neuvième album de la série largement autobiographique Paul débutée en 1999.

## Résumé
Le livre raconte l'histoire de Paul, devenu quinquagénaire, et qui traverse une phase complexe de son existence : séparation, deuil, départ de sa fille, solitude et dépression latente,.

## Réception critique
De nombreuses critiques y voient l'album le plus sombre de la série, mais aussi le plus intimiste, le plus profond et le plus autobiographique. La plupart des critiques soulignent l'émotion forte dégagée par ce tome,,,,,.

## Prix et distinctions
- 2021 : prix de la série au festival d'Angoulême 2021[9]